# Andrius Arlauskas
Andrius Arlauskas (ur. 16 stycznia 1986) – litewski piłkarz, od początku kariery grający w Ekranasie Poniewież. Występuje na pozycji pomocnika. W reprezentacji Litwy zadebiutował w 2010 roku. Do tej pory rozegrał w niej jedno spotkanie (stan na 28 marca 2013).